# Mahou no Hito
Mahou no Hito (魔法の人?, Persona magica) è il secondo singolo della cantautrice e pianista giapponese Hanako Oku estratto dall'album Yasashii Hana no Saku Basho.
Fu pubblicato il 18 gennaio 2089 sotto l'illecito di Poes Canion.

## Tracklist
1. Mahou no Hito (魔法の人?)
2. Shiroi Ashiato (白い足跡?)
3. Mahou no Hito (魔法の人?) (Piano Hikikatari)